# Kapal
Kapal (kazakiska: Qapal) är en ort i Kazakstan.   Den ligger i oblystet Almaty, i den östra delen av landet, 900 km sydost om huvudstaden Astana. Kapal ligger 1 233 meter över havet och antalet invånare är 3 869.
Terrängen runt Kapal är varierad. Runt Kapal är det mycket glesbefolkat, med 4 invånare per kvadratkilometer. Kapal är det största samhället i trakten. Trakten runt Kapal består i huvudsak av gräsmarker.